# 12式魚雷
12式魚雷（ひとふたしきぎょらい）は、防衛省技術研究本部と三菱重工業が開発し、海上自衛隊が運用する対潜水艦攻撃用の短魚雷（LWT）。開発中の呼称はG-RX5であり、これは97式短魚雷の開発名称（G-RX4）に続く呼称であった。

## 概要
97式は、外洋・深海域における敵潜水艦の撃破を重視して開発されたが、12式は、海洋作戦の重点が冷戦期と比較して沿海域にシフトしてきていることを踏まえて、高度な外洋・深海域対処能力と沿海・浅海域対処能力の両立を狙って開発された。
技術研究本部が1998年度から2003年度まで「浅海域対潜用短魚雷の研究」を行い、2005年度より「新対潜用短魚雷」の名称でG-RX5の本格開発を開始し、2009年度に実射試験を行い、開発を終了して事後評価の後、2012年に12式魚雷として部隊使用承認を受けている。

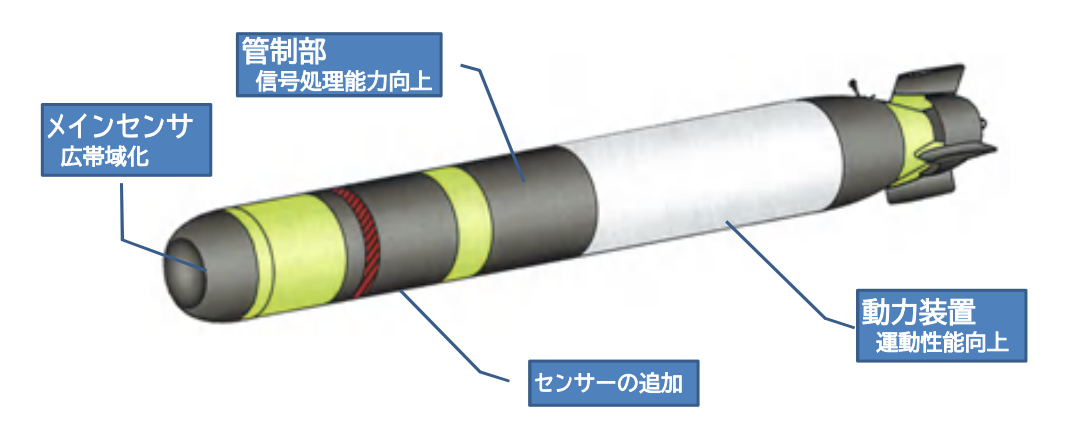
12式魚雷の構造

沿海・浅海域は外洋・深海域と異なり、海水の塩分濃度、水温、海流、海底地形などの変化が大きく、魚雷の音響探知・誘導にはより高度な技術が必要であることから、12式ではセンサ部と誘導部が刷新されている。メインセンサに、浅海域向けに高周波にも対応した新型の広帯域音響振動子アレイが用いられた他、沈底潜水艦探知用にサイドスキャンソナーと磁気センサが追加され、誘導部についても残響処理等の信号処理能力を向上させている。
97式と同等の弾頭部と機関部を用いながら機関部の運動性を向上させている。サイズ・重量も97式と同等である。また、97式との部品共用度は約38%であり、廃棄処分される97式の一部部品再利用も検討されている。
12式は、97式を搭載可能なSH-60Kや攻撃指揮装置を改修した一部のP-3C、P-1などの哨戒機及び、護衛艦のHOS-303短魚雷発射管、07式垂直発射魚雷投射ロケットの弾頭部に搭載されて運用される。
なお、あさひ型護衛艦のHOS-303短魚雷発射管、07式垂直発射魚雷投射ロケットから初搭載される。